# Terra Mystica
Terra Mystica je moderní společenská hra kladoucí důraz na strategii a minimalizaci elementu náhody. Hra je autorována Helge Ostertagovou a Jensem Drögemüllerem. Byla vydána roku 2012 německou firmou Feuerland Spiele a v témže roce i v českém překladu firmou MindOK. Hráči ve hře vedou jeden ze 14 národů, budují svou říši a jejich úkolem je získat co nejvíce vítězných bodů.
Hra je určena pro 2 až 5 hráčů. Jde o poměrně složitou hru a je doporučována spíše zkušenějším hráčům.

## Příběh
Terra Mystica je tajuplný kontinent, jehož obyvatelé mají schopnost terraformovat (přetvářet) terény jako jsou planiny, močály, jezera, lesy, hory, pustina a poušť navzájem mezi sebou. Krajina se neustále mění s tím, jak v ní jednotlivé národy rozšiřují svá území. Mezi jednotlivými národy jsou kočovní nomádi žijící v pouštích, moudří mágové milující ničivé síly, obry po nichž zůstává pouze pustina, tajuplné víly z lesů, horský národ stavitelů – gnómů, okultisty, jejichž životy jsou plné podivných rituálů, záludné čarodějnice létající na košťatech, mořské panny vládnoucí světu vod, trpaslíky kutající rudu a drahé kameny, fakíry cestující na létajících kobercích, pilné a pracovité půlčíky, alchymisty schopné vyrábět zlato, podivné rybáky žijící ve velkých hejnech nebo záludné, živly uctívající, temnojedy. Jednotlivé národy vyznávají kulty elementů vody, ohně, vzduchu a země. Každý národ má možnost stavět různé druhy budov – usedlosti, obchodní stanice, svatyně, chrám a pevnost. Postavením budovy hráči získávají přístup k herním surovinám dělníků, peněz, energii a šamanům.

## Mechanismus hry
Hra začíná výběrem jednoho ze 14 různých fantasy národů. Každá rasa má jedinečné speciální schopnosti a různé náklady spojené s akcemi. Každá rasa také smí budovat pouze na jednom ze sedmi různých typů terénu nacházejících se na hrací desce. Charakteristická pro tuto hru je možnost terraformace, kdy hráči pomocí energie, dělníků nebo šamanů mění krajinu na jejich domovský typ, který mohou osidlovat.
Hra je rozdělena do šesti kol, během nichž hráči mohou provést libovolný počet akcí osmi typů. Jedná se o terraformaci krajiny a její osidlování, vylepšování stávajících budov, vylepšení mořeplavby nebo postup na žebříčku kultů.
Kromě terraformace jsou dalším jedinečným aspektem hry energie. Dá se využít ke kouzelní a získávání různých akcí a může být také převedena na zdroje. Energie se pohybuje v uzavřeném systému tří sfér, přičemž aktivní, tedy ta, ze které mohou hráči energii uplatňovat je pouze 3. sféra.
Hráči po celou dobu hry získávají vítězné body za celou řadu akcí. Po šesti kolech jsou zbylé suroviny převedeny na vítězné body, vyhodnotí se největší spojitá oblast a postup v kultech a vítězem se stává hráč s největším počtem vítězných bodů.

## Rozšíření

### Navigation Round Bonus Tile
Toto minirozšíření vydané jako součást červnového čísla časopisu Spielbox z roku 2013 zahrnuje jeden bonusový svitek, který držiteli přinese 3 krystaly energie ve fázi příjmů. V momentě, kdy pasuje, získá držitel svitku body v hodnotě trojnásobku úrovně mořeplavby, kterou v tu chvíli disponuje.

### 4 Town Tiles
Toto propagační minirozšíření bylo vydáno během festivalu deskových her v Essenu Spiel v roce 2013. Přináší čtyři nové žetony měst. Dva z nich poskytují 4 vítězné body, zvýšení úrovně mořeplavby a jeden klíč potřebný pro dosažení nejvyšší pozice v kultu. Třetí žeton přináší jedenáct vítězných bodů a klíč, čtvrtý žeton pak dva body, posun o dvě úrovně ve všech kultech a k tomu dva klíče.

### Oheň & Led
Rozšíření bylo vydáno listopadu 2014. Přináší 6 nových národů (Yettiové, Ledové víly, Vyznavači, Páni draků, Stěhovavý lid a Vodochodci), dva nové typy terénu (led a sopky), které při hře nelze žádným způsobem teraformovat. Dále je v rozšíření zahrnut nový oboustranný herní plán a úpravy pravidel týkající se přidělování národů hráčům dražbou, nové určování pořadí hráčů při hře a 4 nové možnosti finálního bodování formou bodovacích destiček.

## Ocenění
- 2013 Deutscher Spiele Preis, 1. místo[5]
- 2013 International Gamers Award, Multiplayer Strategy Game, 1. místo [6]
- 2013 Jogoeu User's Game, Adult Game of the Year, 1. místo[7]
- 2013 Hra Roku [7]
- 2013 Guoden Ludo, Winner[8]
- 2013 Le Tric Trac d'Or [9]